# 슈필데스야레스
슈필데스야레스(독일어: Spiel des Jahres), 독일의 올해의 게임상은 보드 및 카드 게임을 위한 상으로, 가족 친화적인 게임 디자인에 보답하고 독일 시장 내 훌륭한 게임을 장려하기 위해 1978년 만들어졌다. 슈필데스야레스 지명은 일반적인 게임 판매량을 500본에서 3,000본, 그리고 약 10,000본까지 제고시킬 수 있으며 승자는 보통 30,000,000본 정도로 많은 판매량을 기대할 수 있다.